# For the Union Dead
For the Union Dead – tomik amerykańskiego poety Roberta Lowella, opublikowany w 1964. Zawiera między innymi tytułowy wiersz, poświęcony pamięci pułkownika Roberta Shawa, oficera Unii z czasów Wojny secesyjnej, dowódcy regimentu złożonego wyłącznie z czarnoskórych żołnierzy, który poległ w walce z konfederatami. Utwór ten został zaprezentowany po raz pierwszy na Boston Arts Festival w 1960.